# Krymský most
Krymský most či Kerčský most (rusky Крымский мост nebo Керченский мост, ukrajinsky Кримський міст, Міст через Керченську протоку nebo Керченський міст) je spojnice Ruska přes Kerčský průliv s ukrajinským  poloostrovem Krym. Je koncipován jako sdružený (dvojitý) most pro silniční a železniční dopravu. Vede z východokrymského Kerčského poloostrova přes ostrov Tuzla a Tuzlanskou kosu na Tamaňský poloostrov v ruském Krasnodarském kraji. Kvůli anexi Krymu Ruskem a jeho ukrajinské blokádě je stavba mimořádně důležitá pro dopravní spojení poloostrova s Ruskem a jeho zásobování. Zakázku na stavbu mostu získala od ruské vlády firma patřící oligarchovi Arkadiji Rotenbergovi.
Dne 15. května 2018 otevřel ruský prezident Vladimir Putin dokončený silniční most, který nese čtyřproudou dálnici, pro osobní automobily a autobusy. Most je nejdelším mostem na Ukrajině a stal se součástí dálnice A290 z Kerče do Novorossijsku. Po mostě zároveň vede mezinárodní evropská silnice E97, spojující přes Krym, Rusko a Gruzii ukrajinský Cherson s tureckým Aškale v provincii Erzurum. Jedná se o nejdelší evropský silniční most, neboť svou délkou překonal most Vasca da Gamy přes řeku Tejo v portugalském hlavním městě Lisabonu, který je 17,2 km dlouhý.
Druhá část projektu, most pro železnici, byla dokončena a uvedena do provozu v prosinci roku 2019. Most je tvořen mostovkou nesenou železobetonovými pilíři, blíže Kerči je vyvýšená oblouková část umožňující proplouvání velkých lodí do přístavů v Azovském moři.
Most podpořil zvýšení turistického ruchu na Krymu, k očekávanému snížení cen potravin však ihned nedošlo. Půl roku po začátku ruské invaze na Ukrajinu byl dne 8. října 2022 vážně poškozen explozí.
Dalším poškozením most prošel v noci z 16. na 17. července 2023, kdy podle ruské strany most poničily námořní drony.

## Historie
Již v dávné minulosti existovalo v těchto místech spojení mezi západními a východními břehy Bosporské říše (5. stol. př. n. l. – 4. stol. n. l.), která se rozprostírala na dvou poloostrovech – Kerčském a Tamaňském. Kimmeriové mohli se svými stády přejít přes mělký brod spojující Azovské a Černé moře. Šíře Kerčského průlivu zároveň dovolovala obchodníkům a rybářům snadno přeplout. Přes Kerčský průliv vedly také důležité obchodní trasy – Cesta od Varjagů k Řekům a Hedvábná stezka.
V roce 1897 byl předložen technicky i ekonomicky kompletní Projekt zvýšení hladiny Azovského moře přehrazením Kerčského průlivu, jehož autorem byl námořní důstojník Vladimír Dmitrijevič Mendělejev, syn Dmitrije Ivanoviče Mendělejeva. Projekt předpokládal zvýšení hladiny Azovského moře o 3 metry a umožňoval by plavbu největších námořních lodí v mělkém moři až do Rostova na Donu.
V 19. století vedl přes Kerčský průliv kabel Indo-evropského telegrafu, který spojoval Londýn s Indií. Roku 1901 anglická vláda posuzovala projekt dálkové železniční magistrály z Londýna do Dillí, i když se stavbou se z finančních důvodů nikdy nezačalo.
Roku 1903 zaujala myšlenka stavby mostu cara Mikuláše II. Projekt byl svěřen nejlepším ruským inženýrům, kteří projekt dokončili roku 1910. Realizaci stavby však nakonec zabránilo vypuknutí první světové války.
Ve 30. letech sovětští odborníci vyprojektovali rozsáhlou stavbu železnice, která měla vést z Chersonu až do gruzínského Poti přes Kerčský průliv. Těžkotonážní prvky mostní konstrukce tehdejší sovětské závody nedovedly vyrobit v potřebné kvalitě, byly proto objednány v Německé říši. Projekt však nakonec nebyl realizován v důsledku přepadení Sovětského svazu německými vojsky (Operace Barbarossa).

### Lanovka a most za druhé světové války
Při postupu nacistických vojsk přes Ukrajinu až do hloubky území RSFSR se staly Krym a také Předkavkazsko místy prudkých bojů mezi Wehrmachtem a Rudou armádou. Po obsazení Krymu začala v roce 1942 Organizace Todt se stavbou nákladní lanovky s přepravní kapacitou 1000 tun za den, která bylo dokončena v červnu 1943.
Roku 1943 vytvořila německá vojska pontonový most přes Kerčský průliv,[zdroj?] ale Hitler nařídil postavit pětikilometrový pevný most. Vedoucím projektu byl Albert Speer, Hitlerův osobní architekt a ministr zbrojního průmyslu.
Hitlerovo zaryté odmítání přiznat si, že došlo k zásadnímu obratu, se roku 1943 odrazilo také v jeho nařízení začít se stavbou pětikilometrového automobilového a železničního mostu přes Kerčský průliv, ačkoli jsme přes něj už dávno natáhli lanovku a 14. června jsme ještě zvýšili její přepravní kapacitu na tisíc tun nákladu za den.
Albert Speer, Řídil jsem Třetí říši (Erinnerungen)
Sovětský letecký průzkum podal záhy Stalinovi zprávy o počínajících stavebních pracích, avšak Stalin zakázal tuto stavbu bombardovat. Do října roku 1943 měli Němci již třetinu mostu hotovou, kvůli rychlému protiútoku Rudé armády jej ale němečtí vojáci vyhodili do vzduchu, zničili také lanovku. Na místě ovšem zanechali velké množství materiálu, který nezůstal dlouho nevyužit.

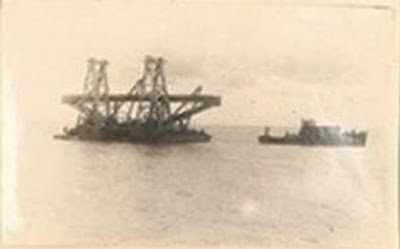
Přeprava pilíře při sovětské stavbě mostu přes Kerčský průliv (1944)

Po osvobození Krymu od německých vojsk v roce 1944 byla lanovka obnovena a za použití materiálu z německé stavby začala stavba Kerčského železničního mostu. Tento most byl dlouhý 4,5 kilometru, široký byl 22 metrů, čítal 111 rozponů dlouhých 27,1 m, dvě 27 m a dvě 55 m byly vybaveny otáčivým zařízením, které umožňovalo proplutí těžkotonážních lodí. První vlak po rozestavěném mostě projel v listopadu 1944. Z důvodů nepříznivého počasí byla stavba přerušena v prosinci 1944. Ledolamy chránily pouze pět pilířů.
V únoru roku 1945 přes most přejel osobní vlak Klimenta Vorošilova, kterým se z Jaltské konference do Moskvy vracela sovětská delegace.
Koncem února 1945 led hnaný větrem z Azovského moře zničil 24 mostních pilířů a 26 rozponů se zřítilo do moře. Další bouře následovaly, v březnu 1945 bylo zničeno již 53 pilířů a 53 rozponů. Bylo shledáno, že kromě chybějících ledolam je i samotné technické řešení mostu nevhodné, a tedy i po případné opravě by hrozilo další zhroucení. Vládni komise v květnu 1945 označila projekt za nevhodný a nařídila odstranění zbytků mostu.

Po skončení války se začalo uvažovat o stavbě nového mostu na stejném místě. Náměstek lidového komisaře pro dopravu Illarion Gociridze představil Stalinovi projekt nového mostu se slovy: „To bude, soudruhu Staline, car-most.“ (Viz Car-puška nebo Car-kolokol, pozn. překl.) Na to Stalin odvětil: „Cara jsme svrhli v sedmnáctém roce.“[zdroj?] Začalo projektování nového mostu, byl vybudován mj. experimentální pilíř v hloubce 43 metrů. V květnu 1949 Ministerstvo železnic rozhodlo o stavbě nového mostu, v prosinci byl vládě přeložen konečný projekt kombinovaného silničního a železničního mostu. V roce 1950 byl však projekt definitivně zastaven a u zbytků mostu začala stavba přístavů pro přívoz (včetně železničního), který byl zprovozněn v roce 1954.

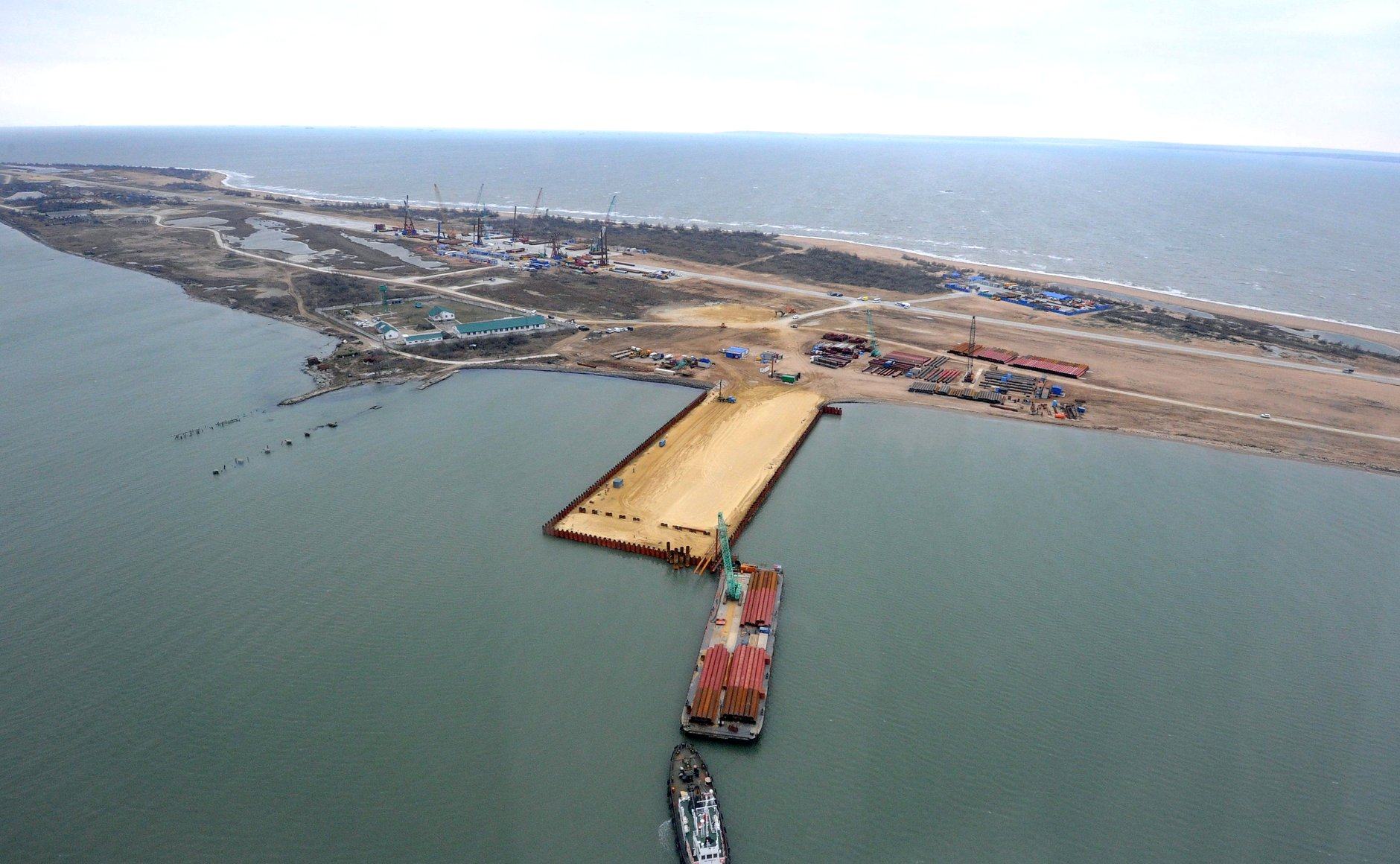
Letecký snímek stavby, 18. března 2016

### Projekt mostu mezi Ruskem a Ukrajinou
Po rozpadu Sovětského svazu se nejednou diskutovala možná stavba mostu přes Kerčský průliv. Od roku 1991 bylo rozpracováno okolo 20 projektů přemostění na Krym. V Rusku i na Ukrajině se objevovaly různé pokusy zajistit technicko-finanční zabezpečení projektu.
Jednou z překážek realizace mostu byl konflikt mezi Ukrajinou a Ruskem z roku 2003 ohledně přináležitosti ostrova Tuzla. Rusko tehdy začalo se stavbou hráze z Tamaňského poloostrova ležícího administrativně v Krasnodarském kraji na ostrov Tuzla, který leží administrativně na Krymu. Tato vcelku pustá místa mají strategický význam pro kontrolu námořního provozu mezi Azovským a Černým mořem. Zároveň je poněkud problematický fakt, že ostrov Tuzla tradičně přináležel ke Krasnodarskému kraji, mj. proto, že vznikl teprve ve 20. letech samovolným oddělením od Tamaňského poloostrova. Administrativně byl ostrov ke Krymu připojen teprve roku 1941. Jak se roku 2003 blížila stavba hráze k ostrovu Tuzla, ukrajinští pohraničníci znemožnili další pokračování prací a celá záležitost skončila mezinárodním konfliktem.
V dubnu 2008 předseda ruské vlády Viktor Zubkov a ukrajinská premiérka Julija Tymošenková oznámili, že se Rusko domluvilo s Ukrajinou na společném vybudování mostu.
21. dubna 2010 podepsali prezidenti Ukrajiny a Ruska Janukovyč a Medvěděv tzv. Charkovskou dohodu, ve které se hovořilo též o stavbě mostu přes Kerčský průliv. Jeho dokončení se tehdy plánovalo na rok 2014. Následovalo vypracovávání a posuzování různých variant projektu, uvažovalo se např. o stavbě vedoucí z mysu Fonar.
V prosinci 2013 byl mezi Ruskem a Ukrajinou podepsán balíček dokumentů o oboustranné spolupráci, obsahující mj. dohodu o organizaci výstavby přemostění Kerčského průlivu. 29. ledna 2014 potvrdila ukrajinská vláda smlouvu s Ruskem o stavbě mostu přes průliv. Financování bylo ještě téhož roku zajištěno ruskou státní investiční bankou Vněšekonombank, projektní podklady měly být vypracovány do listopadu téhož roku. Realizaci projektu však přerušily události na Ukrajině od roku 2014.

### Po obsazení Krymu Ruskem
Po anexi Krymu Ruskem v březnu 2014 se stala otázka výstavby mostu pro Rusko naléhavou vzhledem k tomu, že Ukrajina ovládala pozemní přístup na Krym přes Perekopskou šíji. Již 19. března dal prezident Vladimir Putin ministerstvu dopravy za úkol postavit železniční a silniční most na Krym. Zvažovala se zejména varianta mostu přes Tuzlanskou kosu, která také v červnu 2014 definitivně zvítězila.
30. ledna 2015 byla rozhodnutím vlády Ruské federace stanovena jako jediný dodavatel projektu i stavby přemostění Kerčského průlivu firma Strojgazmontaž. Ta je vlastněna blízkým Putinovým přítelem, stavebním magnátem Arkadijem Rotenbergem, který mj. figuruje na sankčním seznamu EU a hlásí se k vlastnictví Putinova paláce. Za účelem vyprojektování a výstavby mostu na Krym vznikla dceřiná společnost Strojgazmontaže SGM-Most. Maximální cena mostu byla stanovena na 228,3 mld. rublů v cenách roku 2015 (asi 79 mld. Kč v prosinci 2015).

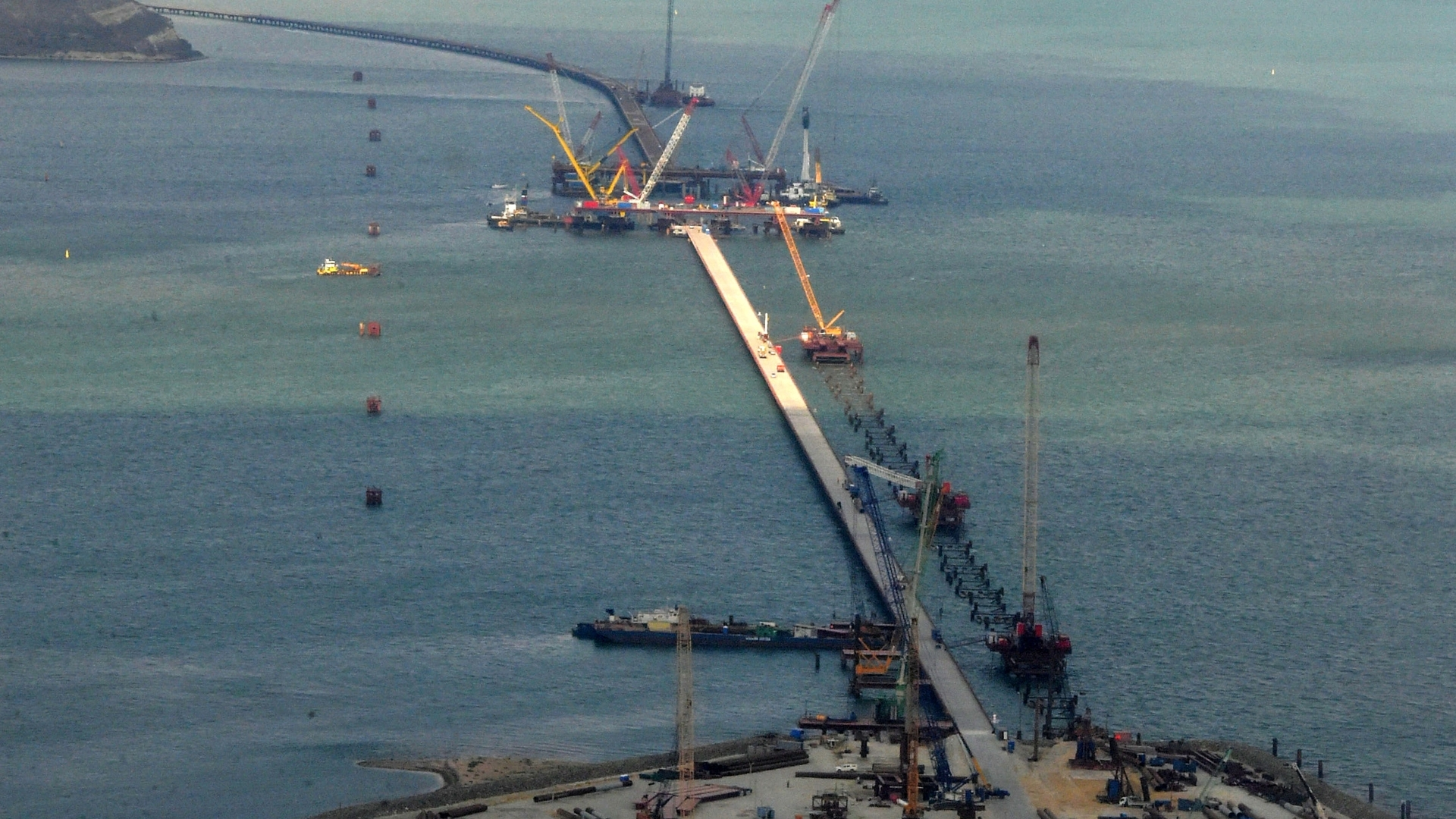
Letecký snímek stavby, 15. září 2016

Původně byl užíván název Most přes Kerčský průliv, na základě internetové ankety v listopadu a prosinci 2017 ale nakonec získal oficiální název Krymský most.

### Výstavba
Při přípravných pracích bylo na místě budoucího mostu nalezeno téměř 90 různých výbušných zařízení z dob druhé světové války, od nášlapných min až po dvousetkilogramové letecké pumy.
Koncem dubna 2015 se začala navážet stavební technika, začátkem května potom stavební materiál a dělníci zároveň začali provádět první terénní úpravy související se stavbou. 1. října byl postaven první 1207 metrů dlouhý technologický most spojující ostrov Tuzla s Tamaňským poloostrovem. Celkem byly před začátkem hlavních prací postaveny tři dočasné technologické mosty, které byly po dokončení stavby odstraněny.
V březnu 2016 začaly být zakládány první pilíře budoucího mostu. Dne 12. dubna byl na ostrově Tuzla dokončen první mostní pilíř, který ponese silniční těleso. Celkem bylo postaveno 595 pilířů. Dne 19. března narazila do druhého technologického mostu turecká nákladní loď Lira, přičemž poškodila několik pilířů. 20. září 2016 byla dokončena betonáž prvního v moři stojícího pilíře budoucího mostu. Celkem jich má být zhotoveno 173, z toho 86 pro automobilovou část mostu a 87 pro železnici.
K 5. únoru 2017 bylo hotovo 230 z celkových 595 pilířů, 1. října již 398 z 595. V květnu se rozeběhla výstavba federální dálnice R260 Taurida, která bude na most navazovat z krymské strany. Nejsložitější operací byla doprava a vyzdvižení 227 m dlouhých a 45 m vysokých obloukových nosníků, které umožnily pod mostem proplouvat i těžkým nákladním lodím, obsluhujícím přístavy Azovského moře. Nosníky byly sestaveny na Tamaňském poloostrově, na místo dopraveny pomocí speciálních pontonů a na 35 m vysoké pilíře usazeny 29. srpna (železniční) a 12. října (silniční).
15. května 2018 byla slavnostně otevřena silniční část mostu. Přitom prezident Vladimir Putin sám řídil oranžový kamion značky Kamaz, kterým v čele kolony stavbařské techniky přejel z pevninského Ruska na poloostrov Krym. Druhá část projektu, most pro železnici, byla dokončena a uvedena do provozu v prosinci roku 2019.

### Ruská invaze na Ukrajinu
Z Krymu vedlo v únoru 2022 Rusko jednu z ofenzív invaze a přes železniční část Krymského mostu byla přepravována těžká vojenská technika. Most byl proto považován za strategicky velmi významný a spekulovalo se o možném ukrajinském útoku na něj. Poradce ukrajinského prezidenta Mychajlo Podoljak v srpnu téhož roku označil most za legitimní cíl. Stejný názor zastávalo Ministerstvo obrany Spojených států.
V ranních hodinách 8. října 2022 se objevily zprávy o silném výbuchu na Krymském mostě. Snímky dokládaly přerušení silniční části mostu. Podle ruské tiskové agentury RIA Novosti začal na mostě hořet vagón s palivem a most byl proto uzavřen. Později ruský Národní protiteroristický výbor uvedl, že prvotní příčinou výbuchu byla bomba, nastražená v nákladním autě. Prezident Putin nechal neprodleně zřídit zvláštní vládní komisi za účelem vyšetření této mimořádné události. Silniční a železniční doprava na mostě byla přerušena, začaly probíhat přípravy na obnovení lodní dopravy mezi Tamaní a Kerčí, která byla po otevření mostu zastavena 30. září 2020. Poničení mostu si vyžádalo mnohaměsíční opravy, omezilo jeho dopravní a zásobovací kapacitu a poškodilo vojenskou prestiž Ruska, které tvrdilo, že most je maximálně chráněný a útok je vyloučený.
V červnu 2023 se objevily zprávy, že most má potíže s pilíři, na nichž se objevily mohutné praskliny – údajně důsledek špatně odvedené práce při urychlené stavbě.
Dalším poškozením most prošel v noci z 16. na 17. července 2023, kdy podle ruské strany most poničily námořní drony. Další poškození mostu způsobila Služba bezpečnosti Ukrajiny 3. června 2025.

## Technické údaje
Celková délka stavby: asi 19 km

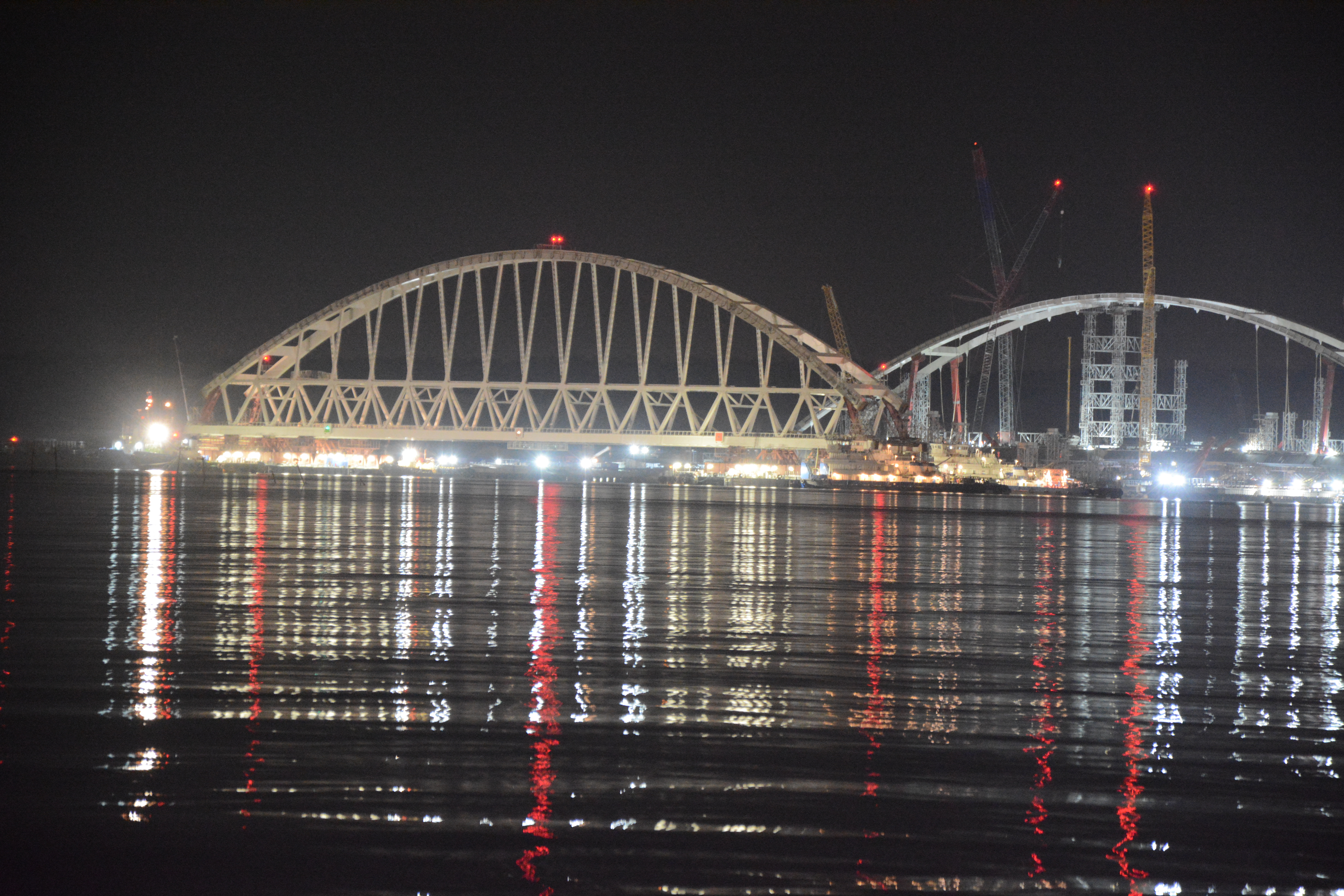
Doprava železničního nosníku na pontonech, 27. srpna 2017

- Kategorie silnice: rychlostní silnice (dle ruské klasifikace)
- Počet dopravních proudů silnice: 4 (2 v každém směru)
- Počet železničních kolejí: 2 (1 v každém směru)
- Vzdálenost po moři od Tuzlanské kosy k ostrovu Tuzla: 7 km
- Vzdálenost po moři od ostrova Tuzla do Kerče: 6,1 km
- Délka části vedoucí po ostrově Tuzla: 6,5 km
- Pilíře: ocelové roury o průměru 1420 mm
- Hloubka v místě stavby: až 18 m

Projekt dvojmostu počítal s možností pokládky elektrického kabelu a plynovodu. Tak bylo zabezpečeno doplňkové zásobování energetického systému Krymu. Kvůli urychlení výstavby probíhaly práce na obou mostech souběžně na několika místech.

## Využití a dopady

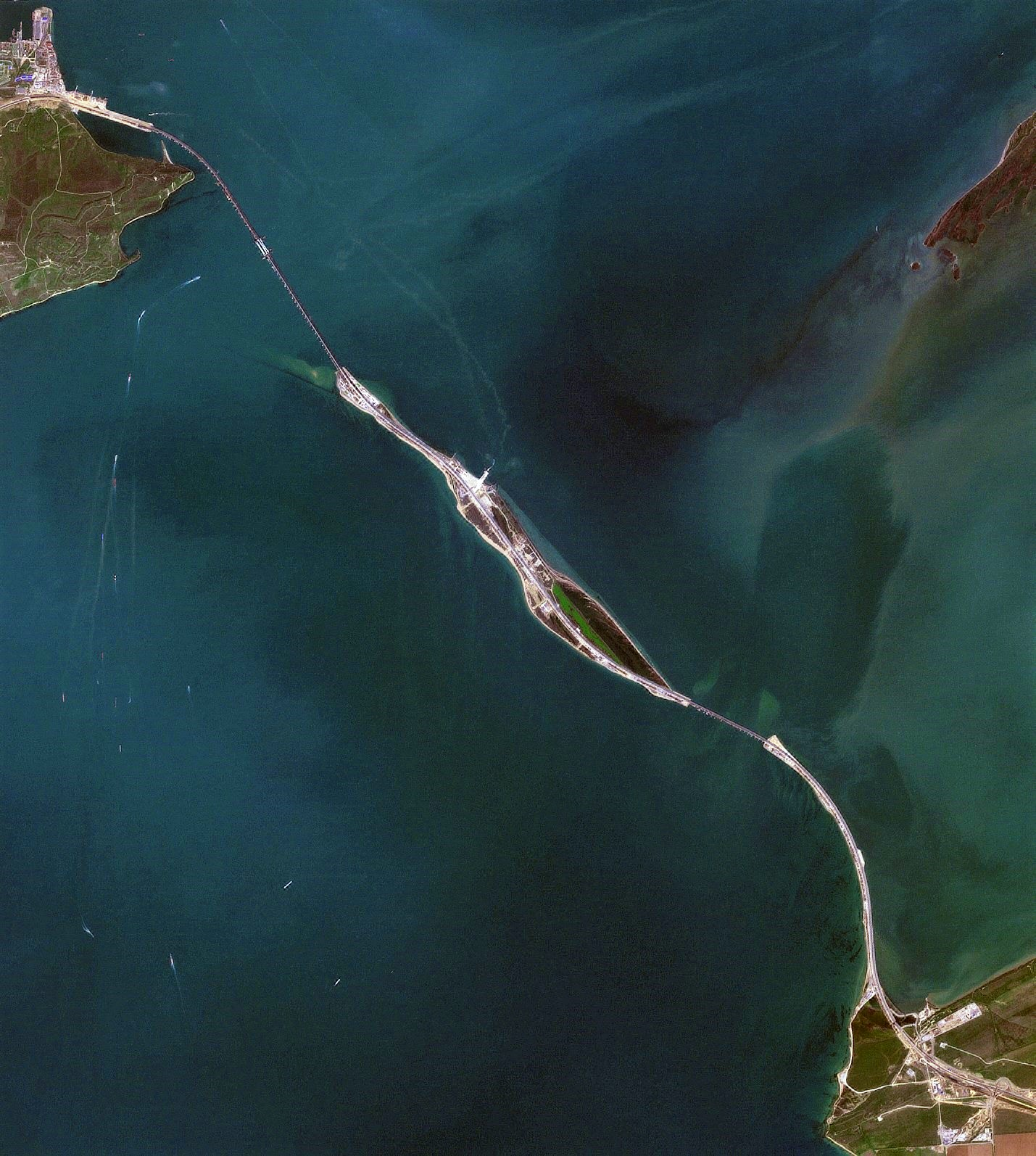
Satelitní snímek stavby z roku 2018

Silniční most, otevřený v roce 2018, se brzy stal nejčastěji využívaným způsobem překonání průlivu, první rok ho využilo třikrát více automobilů než kolik bylo přepraveno přívozem, k čemuž přispěla také skutečnost, že za průjezd mostem se neplatí mýto. Most podpořil zvýšení turistického ruchu na Krymu, k očekávanému snížení cen potravin však ihned nedošlo.
Ukrajina obvinila Rusko, že most využívá k tlaku na její ekonomiku, když v Azovském moři jsou významné přístavy Berďansk a Mariupol, využívané zejména pro export zemědělských produktů a oceli, do určité míry blokovány. Po postavení mostu vzrostla doba a frekvence kontrol projíždějících lodí, lodní provoz také limituje relativně nízká volná výška mostu. Lodní provoz do ukrajinských přístavů v Azovském moři tak poklesl o jednu čtvrtinu. V listopadu 2018 hrál most svou roli v incidentu v Kerčském průlivu, když podle Ruska narušily ukrajinské lodě ruské teritoriální vody poblíž Kerčského průlivu a neplnily formální postup pro průchod přes úžinu, ruské úřady do klíčové části mostu umístily nákladní loď, čímž zcela znemožnily lodní provoz pod mostem.
V souvislosti s výstavbou mostu Evropská unie zmrazila účty čtyřem ruským firmám a dvěma osobám. Sankcionováni jsou: Krymská železnice (Крымская железная дорога), vlastník a provozovatel železnice, projekční kancelář Lenpromtransprojekt (Ленпромтранспроект), První krymská pojišťovna, která stavbu pojistila a Ředitelství železniční výstavby Berkakit-Tommot-Jakutsk (Дирекция по строительству железной дороги Беркакит-Томмот-Якутск), která poskytla inženýrské služby.
V roce 2018 měl premiéru film Krymský most, postaveno s láskou (rusky Крымский мост. Сделано с любовью!). Šlo o romantickou komedii odehrávající se na stavbě mostu. K filmu napsala scénář propagandistka Margarita Simonjanová, režíroval ho její manžel Tigran Keosajan, produkoval jeho bratr David Keosajan, ve štábu byla Tigranova dcera Alexandra a Davidův syn s manželkou. Výroba filmu stála 154 mil. rublů, když 100 mil. poskytl Státní filmový fond a 54 mil. pak nadace spojená s Arkadijem Rotenbergem. Podle videa Alexeje Navalného z března 2020 šest členů Tigranovy rodiny inkasovalo 46 mil. z celého rozpočtu. Film propadl u kritiků i diváků, v kinech utržil 71 mil. rublů, tedy méně než 50 % svého rozpočtu.